# Kurban-bajram
Kurban-bajram ↓f1 (ar. عيد الأضحى Eid ul-Adha; tur. Kurban Bayramı) ili Hadži-bajram ↓f2 je islamski blagdan prinošenja žrtve Kurban(a) (tur. kurban znači "žrtva"), najznačajniji islamski blagdan . Obilježava se od 10. dana mjeseca zu al-hidže, posljednjeg mjeseca islamskog kalendara i traje četiri dana. Za vrijeme blagdana muslimani koji su u mogućnosti obavljaju hadž, hodočašće u Meku, petu praktičnu dužnost islama, zbog čega se ovaj blagdan naziva još i Hadži-bajram. Pada dva mjeseca i deset dana nakon ramazana. Kurban-bajram traje četiri dana.
Prvi dan Kurban-bajrama muslimani dočekuju u svojim domovima, muškarci u zoru odlaze u džamije na sabah-namaz, čekaju izlazak sunca i klanjaju bajram-namaz. Slijedi čestitanje. Zatim odlaze na mezarje (groblja), te se potom vraćaju u svoje domove, gdje prinose žrtvu Kurbana po pravilima šerijatskog prava. Muslimani najčešće žrtvuju ovna ili ovcu, a žrtveno meso se dijeli na tri dijela: jedan za obitelj, jedan za susjede i rodbinu i jedan za siromašne.  Za to vrijeme žene pripremaju obilan objed, a prednost se daje korištenju žrtvenog mesa. Darivaju se djeca, obilaze se i daruju susjedi i rodbina, te im se donosi po komad žrtvenog mesa, kao simbol blagoslova i predanosti Bogu.

## Povijest
Prema vjerovanju, oko 2000. godine pr. Kr. Bog je na zemlju poslao jednog svog roba na području Sumera, u gradu Uru, kada su se ljudi pokoravali svojim idolima i kipovima. Poslao ga je s Istinom u jednoga Boga. Taj čovjek bio je Ibrahim, tj. Abraham. Koji sve do svoje starosti, kad je već gubio nadu, nije mogao dobiti sina sa svojom ženom Sarom. Tada su se odlučili na, u to vrijeme uobičajenu praksu, kako mu Sara nije davala dijete, da nađe ženu koja će mu dati dijete. Bila je to Hagara ili Hadžera koja je rodila sina imenom Ismail ili Išmael koji će biti praotac arapskog naroda. Ali Ibrahima je čekalo veliko iznenađenje. Dočekala su ga "trojica" i obavijestila da će Sara roditi dijete na što se ona nasmijala jer je znala da je prestara da rodi, na što su oni rekli da će ona roditi i da će to biti muško i da će ga nazvati Izak što na staro-hebrejskom znači smiješak Božji. Od njega će poteći židovi. Ibrahim sretno je živio sve dok mu nije On zapovijedio da žrtvuje svojeg sina Izaka Ibrahim ga je krenuo poslušati, ali kada je Bog vidio da je Ibrahim spreman svog prvorođenca Izaka ubiti radi samo zapovijedi koju je On naredio, kao veliko iskušenje, zaustavio je egzekuciju i umjesto Izaka postavio je ovna kao žrtvu. Od toga dana, pa sve do sad muslimani (oni koji su predani Božjoj volji) izvršavaju zapovijed žrtvovanja kurbana. To je najčešće ovca, po mogućnosti, ali to može biti i protuvrijednost u novcu kojom će se kupiti meso kojim će se žrtvovati te ovce. Taj čin se obavlja za vrijeme hadždža, u posljednjem mjesecu po hidžretskom kalendaru zul-hidždže. Meso koje se zakolje razdijeli se po trećinama, tako da jedna trećina ide rodbini, jedna ide siromašnima i jedna trećina kome je najviše potrebno. Kurban kolje onaj koji ima materijalne mogućnosti za to, ako ne može to mu nije grijeh. 
Klanje kurbana, (žrtvovanje) prisutno je kroz sve svjetske kulture i civilizacije.  
Sama simbolika kurban bajrama temelji se žrtvi i bogobojaznosti. Žrtvu koju je Ibrahim trebao prinijeti teško bi mogao učini bilo tko bez čvrste vjere. Za tu bogobojaznost koju je pokazao Bog je Abrahama izdigao kao pravog Njegovog prijatelja, i obećao mu bogatu zemlju i veliko potomstvo i doista danas sve tri velike civilizacije, zapadna kao kršćanska, židovska i islamska imaju zajedničkog praoca Adama, a od Abrahama kojeg spominju i Stari zavjet i Kuran još bližeg srodnika. Sama svrha kurbana je ponovo proživjeti oslobođenje zarobljavanjem sebe Božjom riječju, Njegovom voljom i Zakonom. To se najbolje vidi za vrijeme hadža, kada se kurban bajram slavi, u vrijeme najčvršće ujedinjenosti ljudskih duša oko zajedničkog cilja, događaja koji predstavlja jedinstvenu sliku jednakosti i bratstva na Zemlji.
| hidžretska godina | po gregorijanskom kalendaru |
| ----------------- | --------------------------- |
| 1438.             | 1. rujna 2017.              |
| 1439.             | 21. kolovoza 2018.          |
| 1440.             | 11. kolovoza 2019.          |
| 1441.             | 31. srpnja 2020.            |
| 1442.             | 20. srpnja 2021.            |
| 1443.             | 9. srpnja 2022.             |

## Napomene
1. ↑f1  Id al Adha (id al-Qurban ili al-id al-Kabir),[1] Id al-Adha
2. ↓f2 Hadžijski bajram, Hadžinski bajram, Hadžilar bajram, Hadžilaj bajram, Hadžilarski bajram

## Vanjske poveznice
- Kurban bajram